# Léon de Castro
Léon de Castro, né en 1500 à Valladolid et mort en 1586 à Salamanque, est un chanoine espagnol, Professeur de Théologie à Salamanque.
Il disputa long-temps contre Benito Arias Montano, qui était chargé de l’édition royale de la Bible polyglotte d’Anvers, et qui, selon lui avait trop de confiance au texte hébreu. Léon de Castro croyait que ce texte avait été méchamment altéré par les juifs, et il soutenait que la Vulgate et la version des Septante, méritaient la préférence ; mais son opinion a été vivement combattue.
L’Inquisition espagnole, saisie par Léon de Castro, ouvrit une information pour hérésie : Léon de Castro reprochait à Arias Montano d’avoir considéré Sante Pagnini comme un meilleur interprète des textes originaux que saint Jérôme. Arias Montano dut comparaître en 1576. L’inquisiteur Juan de Mariana conclut à des fautes réelles, mais insuffisantes pour justifier une interdiction de l’ouvrage. Le procès ne fut clos qu’en 1580.
Jean Morin et Richard Simon disent qu’il ne savait que médiocrement l’hébreu. Il mourut en 1586, dans un âge très avancé.

## Œuvres
- Commentaria in Esaiam prophetam, ex sacris scriptoribus Graecis, & Latinis confecta, aduersus aliquot commentaria, & interpretationes quasdam ex rabinorum scrinijs compilatas, Salamanticae, Mathias Gastius, 1570 ; on trouve à la fin une concorde évangélique avec le prophète Isaïe, et cinquante passages que, suivant les Septante, les apôtres et les évangélistes ont cités de ce prophète.
- Apologeticus pro lectione apostolica, et euangelica, pro vulgata Diui Hieronymi, pro translatione 70 virorum, proque omni ecclesiastica lectione contra earum obtrectatores, Salamanticae, excudebant haeredes Mathiae Gastij, 1585 ; dans cette œuvre de Castro soutint que le texte de la Vulgate et celui des Septante sont préférables au texte hébreu.
- Commentaria in Oseam prophetam, ex veterum patrum scriptis, qui Prophetas omnes ad Christum referunt, iuxta illud Domini, quae sunt in Psalmis & Prophetis scripta de me, Salamanticae, excudebant haeredes Matthiae Gastij, 1586